# Hugo Gutmann

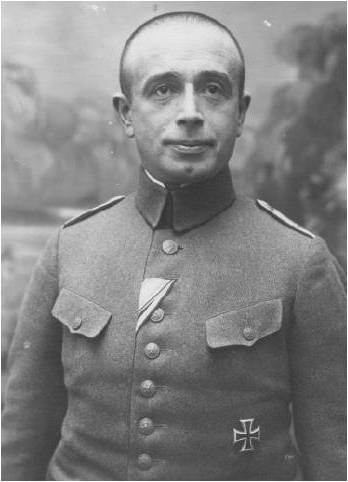
Hugo Gutmann während des Ersten Weltkriegs (1918)

Hugo Gutmann, später in den USA Henry G. Grant, (* 19. November 1880 in Nürnberg, Königreich Bayern; † 22. Juni 1962 in San Diego, Kalifornien) war ein deutsch-jüdischer Unternehmer, der im Ersten Weltkrieg als Leutnant in der Bayerischen Armee zeitweise Vorgesetzter des Gefreiten Adolf Hitler war.

## Leben
Gutmanns Eltern waren Salomon und Emma Gutmann. Sein Vater hatte 1878 eine Fabrik für Büromöbel gegründet. Gutmann machte eine Lehre im Bankhaus Anton Kohn. Seinen Militärdienst leistete Gutmann ab Oktober 1902 als Einjährig-Freiwilliger beim 8. Feldartillerie-Regiment der Bayerischen Armee in Nürnberg ab. Er wurde im Juli zum Unteroffizier befördert und Ende September 1903 in die Reserve entlassen. Reserve- und Landwehrübungen absolvierte er Juni/Juli 1904, August/September 1907 und Juni/Juli 1911.
Zu Beginn des Ersten Weltkriegs trat er am 5. August 1914 in die I. Abteilung des Reserve-Feldartillerie-Regiments 6 (unter dem Kommando von Oberst Maximilian Ebermayer und Oberstleutnant Hans Boelk) ein und wurde am 1. November zum Vizewachtmeister befördert. Am 13. Januar 1915 wurde er als Adjutant in das III. Bataillon des Reserve-Infanterie-Regiments 16 versetzt und am 15. April zum Leutnant der Landwehr befördert. Als er ab Ende Januar 1918 Regimentsadjutant war, wurde er ab Mai bis Mitte August von Oberleutnant Oskar Döpping und Leutnant Bruno Horn vertreten.
Am 2. Dezember 1914 wurde er mit dem Eisernen Kreuz II. Klasse und am 4. Dezember 1915, auf Initiative von Anton Freiherr von Tubeuf, mit dem Eisernen Kreuz I. Klasse ausgezeichnet. Er setzte sich dafür ein, dass Adolf Hitler, der vom 29. Januar bis 31. August 1918 unter ihm gedient hatte, am 4. August 1918 nahe Soissons auch mit dem Eisernen Kreuz I. Klasse dekoriert wurde. 
Ab 8. Februar 1919 war er Leutnant der Reserve.
Am 6. Januar 1920 heiratete Gutmann Mathilde geb. Friedmann (1896–1982), die Tochter von Joseph und Hermine Friedmann (1871–1943). Sie hatten eine Tochter und den Sohn Heinz Werner (später Howard Charles; * 6. September 1922; † 19. Februar 2010 in Park Ridge (Illinois)), der ein Klassenkamerad des späteren US-Außenministers Henry Kissinger war.
Zusammen mit seinem Bruder übernahm Gutmann das väterliche Unternehmen an der Nürnberger Vorderen Sterngasse 3, das im Lauf der Zeit zu einem der großen, in ganz Deutschland tätigen Büromaschinen- und Büromöbelhersteller aufstieg.
Ab Frühjahr 1933 erhielt er eine Pension als Kriegsveteran. Nach den Nürnberger Gesetzen im September 1935 verlor er die deutsche Staatsbürgerschaft und wurde von der Veteranen-Rolle gestrichen – behielt jedoch seine Pension.
Im Juli 1937 wurde er von der Gestapo wegen seiner Beziehung zu dem Regimegegner Joseph E. Drexel verhaftet. Der Polizeihauptwachtmeister Nikolaus Rieger (* 2. März 1898; † 9. November 1982 in Dietfurt) kümmerte sich um ihn. Aufgrund von Gutmanns Beziehung zu dem General Walter von Bergmann und der Intervention seines ehemaligen Regimentskameraden Josef Meyerhofer bei Friedrich Wiedemann kam er wieder frei.
Ende 1938 flüchtete er mit seiner Familie nach Belgien, 1940 über Frankreich weiter nach Portugal. Am 14. Mai 1940 emigrierten sie mit dem letzten Zug via Lissabon (28. August 1940) auf der Excalibur in die USA, wo er sich in St. Louis (605 Clara Avenue) niederließ, sich in Henry G. Grant umbenannte und für die Schreibmaschinenfabrik Underwood Elliott Fisher arbeitete.
Bis Juli 1942 blieb Hugo Gutmann bei Underwood, danach wechselte er in die Möbelindustrie. Hugo Gutmanns Tochter studierte im Jahr 1946 an der Washington University in St. Louis.